# Дорота Бродовська (легкоатлетка)
Дорота Бродовська (пол. Dorota Brodowska; 17 квітня 1972) — польська легкоатлетка, експерт зі стрибків у довжину та спринту, багаторазова чемпіонка Польщі.
1996 року на чемпіонаті Європи з легкої атлетики в приміщенні в Стокгольмі та 1998 на чемпіонаті Європи з легкої атлетики в Будапешті брала участь у стрибках у довжину, але на обох чемпіонатах їй не вдалося пройти до фіналу.
На чемпіонаті Польщі здобула чотири золоті медалі, п'ять срібних та одну бронзову. Із чотирьох золотих три медалі на естафеті 4×100 метрів (1994, 1997, 1998) та одну зі стрибків у довжину (1998). Зі срібних медалей три на стометрівці (1994, 1996, 1997) та дві на естафеті 4×100 метрів (1990, 1992). Бронзову медаль здобула з бігу на 200 метрів (1992). Також, на Чемпіонаті Польщі в приміщенні, здобула дві срібні медалі з бігу на 60 метрів (1996, 1997) та дві бронзові медалі зі стрибків у довжину (1996, 1997).
Рекорди:
| Дисципліна        | Дата й місце            | Результат |
| ----------------- | ----------------------- | --------- |
| біг на 100 метрів | 20 червня 1997, Бидгощ  | 11,63     |
| біг на 200 метрів | 3 травня 1992, Піла     | 24,10     |
| стрибки у довжину | 27 червня 1998, Вроцлав | 6,63      |

Була учасницею ААС-АФВ Варшава.